# Мейстер, Виктор Антонович
Виктор Антонович Мейстер (18 октября 1925, Pirgu, Рапламаа — 4 августа 2018, Пылтсамаа, Йыгевамаа) — советский хозяйственный, государственный и политический деятель.

## Биография
Родился в 1925 году в Пиргу. Член КПСС.
С 1948 года — на хозяйственной, общественной и политической работе. В 1948—1990 гг. — агроном в совхозе «Хабая», директор совхоза «Пыдра», директор семеноводческого совхоза «Адавере», директор, экономист семеноводческого совхоза имени В. И. Ленина Йыгевского района Эстонской ССР.
Избирался депутатом Верховного Совета СССР 6-го созыва.
Был лидером Народного фронта в уезде Йыгева во время обретения Эстонией независимости.
Умер в 2018 году. Похоронен на Põltsamaa Cemetery.